# Liste der Monuments historiques in Saumane-de-Vaucluse
Die Liste der Monuments historiques in Saumane-de-Vaucluse führt die Monuments historiques in der französischen Gemeinde Saumane-de-Vaucluse auf.

## Liste der Bauwerke
| Bezeichnung                                                                                    | Beschreibung                                                      | Standort               | Kennzeichnung | Schutzstatus | Datum | Bild           |
| ---------------------------------------------------------------------------------------------- | ----------------------------------------------------------------- | ---------------------- | ------------- | ------------ | ----- | -------------- |
| Abris du Vallon de Chinchon                                                                    | Prähistorische Abris                                              | Le Grand Vallat (Lage) | PA00082161    | Classé       | 1968  |                |
| Kirche St-Trophime                                                                             | Pfarrkirche, 12. Jahrhundert                                      | (Lage)                 | PA00082163    | Inscrit      | 1973  | weitere Bilder |
| Schloss Saumane Kapelle, Wassergräben, Treppe, Gewölbe, Saal, Salon, Fassade, Dach, Innendekor | Der Marquis de Sade verbrachte auf diesem Schloss seine Kindheit. | (Lage)                 | PA00082162    | Inscrit      | 1981  | weitere Bilder |

## Liste der Objekte
| Bezeichnung | Beschreibung                                            | Standort                  | Kennzeichnung | Schutzstatus | Datum | Bild |
| ----------- | ------------------------------------------------------- | ------------------------- | ------------- | ------------ | ----- | ---- |
| Glocke      | Bronzeguss, 15. Jahrhundert, mit lateinischer Inschrift | Kirche St-Trophime (Lage) | PM84000562    | Classé       | 1908  |      |